# 八千代市立大和田小学校
八千代市立大和田小学校（やちよしりつ おおわだしょうがっこう）は、千葉県八千代市萱田町にある公立小学校。

## 概観
創立150周年を超えるが、耐震工事も済んでおり体育館やトイレを中心に新しい施設が導入されている。
待望のエアコンも近年導入された。
校庭の真ん中にはシンボルである「すずかけの木」がそびえ立ち、中央昇降口も正面には「イチョウの木」がある。
正門側には「100年の池」があり、幻想的な雰囲気を醸し出している。

## 学区
通学路が赤・黄・緑・青の4色に分かれており、安全帽についているリボンで判別することが出来る。
赤：動物病院方面
黄：市民会館方面
緑：やぶ忠方面
青：国道296号方面

## 沿革
- 1873年4月 - 第一大学区第二十四番出戸小学校として開校
- 1879年 - 村立大和田小学校に改称
- 1881年8月 - 公立高等大和田小学校に改称
- 1887年4月 - 村立大和田小学校に改称
- 1889年 - 大和田町立大和田尋常小学校に改称
- 1895年4月 - 大和田町立高等尋常小学校に改称
- 1941年4月 - 大和田町立国民学校に改称
- 1947年5月 - 大和田町立大和田小学校に改称
- 1954年9月 - 八千代町立大和田小学校に改称
- 1963年11月 - 校歌制定

## 交通
- 東葉高速線「八千代中央駅」下車15分
- 京成本線「京成大和田駅」下車20分

## 周辺の施設
- 八千代市立大和田中学校
- 長妙寺
- 大和田公民館
- 八千代市立大和田南小学校

八千代市立大和田西小学校